# Krzeszna
Krzeszna/Krzeszna is een plaats in het Poolse district  Kartuski, woiwodschap Pommeren. De plaats maakt deel uit van de gemeente Stężyca en telt 86 inwoners.

## Verkeer en vervoer
- Station Krzeszna